# 目黒蒲田電鉄デハ1形電車
目黒蒲田電鉄デハ1号形電車（めぐろかまたでんてつデハ1ごうがたでんしゃ）は、1923年に登場した木造電車。
本項では、同年に登場し1929年に本形式へ吸収されたデハ6号形電車（デハ6ごうがたでんしゃ）もあわせて記述する。

## 概要
東京急行電鉄の直系のルーツとなる田園都市株式会社が、子会社として設立した目黒蒲田電鉄の最初の営業区間として、鉄道省（現・東日本旅客鉄道）山手線の目黒駅から丸子駅間を1923年3月11日（※鉄道省京浜線の蒲田駅まで達し第1期線が全通したのは同年の11月1日）を開業させた折、東京府南葛飾郡砂町の汽車会社東京支店で5両新造された。全長11mの小型木造ボギー電動車で、直接制御、連結器はバッファー・リンク方式。集電方式はトロリーポール2本、窓配置はD10D（D：客用扉）、台車はブリル76Eである。当時の木造車としては珍しい1,010 mm幅の側扉が特徴であった。
第一号車にこうした小型車が導入された背景として、創業者五島慶太に対し、彼が師と仰いでいた阪神急行電鉄（現・阪急電鉄）の創業者小林一三から、「大きな輸送量が望めない当初から大型車を導入すべきではない。最初は小さな車両から始め、後で必要が生じれば大型車を導入すればよい」との助言がなされたといわれる。しかし、これ以後東京横浜電鉄・目蒲で増備された車両は全て16 - 17m級車であり、これらの多くが戦後も50年近くに渡り運用される一方、後述するが本形式は東京急行電鉄成立以前の早期に処分されていることからみて、この小林の提言が結果的に正鵠を得たものかどうかは疑問が残る。なお、阪急の前身である阪神急行電鉄には、デハ1号形と酷似した支線用小型車が導入されている。
最初の5両がデハ1号形（1 - 5号）、車体幅を20 cm拡幅して増備された5両がデハ6号形（6 - 10号）と称していたが、1929年（昭和4年）頃に10両あわせてモハ1形に統一されている。その後自動連結器、パンタグラフの取り付け、総括制御化、主電動機出力のアップといった改良工事を施しているが、1942年（昭和17年）に全車が神中鉄道（現・相模鉄道）へ譲渡された。1945年に相模鉄道の経営は東急に委託されたが、大東急の形式番号に改番されることはなかった。
目黒蒲田電鉄（→目蒲線）のほか、東京横浜電鉄（東横線）でも使用され、大井町線開業後は2両編成の専用車両として運用された。
相模鉄道から戦後静岡鉄道・上田丸子電鉄（現・上田交通）・伯陽電鉄（のちに山陰中央鉄道→日ノ丸自動車）へ譲渡されたが、譲渡前の形態を残しているものとしては日ノ丸自動車を最後に全車廃車となった。
上田丸子電鉄へ譲渡された車両のうち2両は扉が移設され西丸子線で使用され、休止後は越後交通へ譲渡され付随車として1967年まで使用されており、残る1両と静岡鉄道を経て上田丸子電鉄へ転入した1両は、飯山鉄道（現、JR飯山線）・秋田鉄道（現、JR花輪線）出自の買収気動車改造の付随車の車体を使って鋼体化改造し、モハ3220形（3221→3223・3222→3224）として1969年まで丸子線で使用されていた。
静岡鉄道では3両が残留し、全て1954年から1955年にかけて自社長沼工場で鋼体化され、最終的にクモハ2+モハ2+クハ2と、静岡清水線唯一の3両固定編成となった。台車はクモハがブリル27E1、モハがブリル27MCB2に交換されており、車体もシングルルーフ・2段窓で原型とは程遠い形状であったが、台枠は種車のものを流用しているためモハ2のみ車体幅が狭く、辛うじて旧デハ1号形の面影を留めていた。1970年に廃車されている。
デハ1号形・6号形→モハ1形の実車は現存しないが、田園都市線宮崎台駅に隣接する電車とバスの博物館に、デハ1形の実物大車体レプリカが展示されている。同館にはデハ1形をモチーフとした「デハじいちゃん」というキャラクターが、2016年のリニューアルまで設定されていた。

## 履歴
- 目黒蒲田電鉄デハ（モハ）1→神中鉄道モハ1→静岡鉄道モハ1→クハ1→モハ2（1970廃車）
- 目黒蒲田電鉄デハ（モハ）2→神中鉄道モハ2→静岡鉄道モハ2→クモハ2（1970廃車）
- 目黒蒲田電鉄デハ（モハ）3→神中鉄道モハ3（戦災廃車）
- 目黒蒲田電鉄デハ（モハ）4→神中鉄道モハ4→上田丸子電鉄モハ11→3211→越後交通ホハ33
- 目黒蒲田電鉄デハ（モハ）5→神中鉄道モハ5→上田丸子電鉄モハ12→3212→越後交通ホハ34
- 目黒蒲田電鉄デハ（モハ）6→神中鉄道モハ6（戦災廃車）
- 目黒蒲田電鉄デハ（モハ）7→神中鉄道モハ7→静岡鉄道モハ7→クハ2（1970廃車）
- 目黒蒲田電鉄デハ（モハ）8→神中鉄道モハ8→静岡鉄道モハ8→山陰中央鉄道（日ノ丸自動車）デハ7→デハ207
- 目黒蒲田電鉄デハ（モハ）9→神中鉄道モハ9→静岡鉄道モハ9→上田丸子電鉄モハ14→3214→（3222→3224 車体は秋田鉄道ジハ6）
- 目黒蒲田電鉄デハ（モハ）10→神中鉄道モハ10→上田丸子電鉄モハ13→3213→（3221→3223 車体は飯山鉄道キハニ5）